# إيوان سراي (إسطنبول)
إيوان سراي (بالتركية: Ayvansaray)‏ حي سكني تقع إدارياً ضمن الفاتح في تركيا.